# Gabriel Castellà i Raich
|  | No s'ha de confondre amb Gabriel Castellá. |

Gabriel Castellà i Raich (Igualada, 2 d'abril de 1876 - 29 de novembre de 1959) va ser un historiador, arxiver i investigador català, que va fer recerca sobre història, folklore, filologia i música.
Nascut a Igualada, va ser alumne del Col·legi dels Pares Escolapis i ben aviat va mostrar una gran afició per la lectura i els temes històrics. Va escriure i col·laborar en mitjans com La Semana de Igualada, Full Dominical, Sometent, Virtus et Labor, Germinant, Gaseta Comarcal, i el Butlletí de l'Agrupació Fotogràfica. La seva obra i els seus articles es compten per centenars, tot i que molts no els signava o usava pseudònims com Ignotus o Intel·lectus.
El 1908 va ser designat responsable de l'Arxiu Municipal d'Igualada, amb plena dedicació a partir de 1930, càrrec que va mantenir fins a la seva jubilació. L'any 1932 va escriure un assaig en ocasió del bicentenari de L'Escola Pia d'Igualada (1732-1932), i un llibre sobre Sor Rita Mercader. L'any 1947 va ser un dels cofundadors del Centre d'Estudis Comarcals d'Igualada, entitat on va ser vicepresident. Va publicar llibres i opuscles d'història i, abans de morir, va deixar a aquesta entitat múltiples caixes de documentació inèdita sobre fets i personatges històrics.
Gabriel Castellà també fou un gran afeccionat a la música, com historiador i també formant part d'agrupacions corals igualadines, incloent la Schola Cantorum, dirigida pel mestre Joan Just i Bertran.
Formava part de l'Acadèmia Mariana de Lleida, i l'any 1950, en reconeixement de la seva obra, va ser nomenat acadèmic de la Reial Acadèmia de Bones Lletres de Barcelona. Gabriel Castellà va morir el 29 de novembre de 1959.

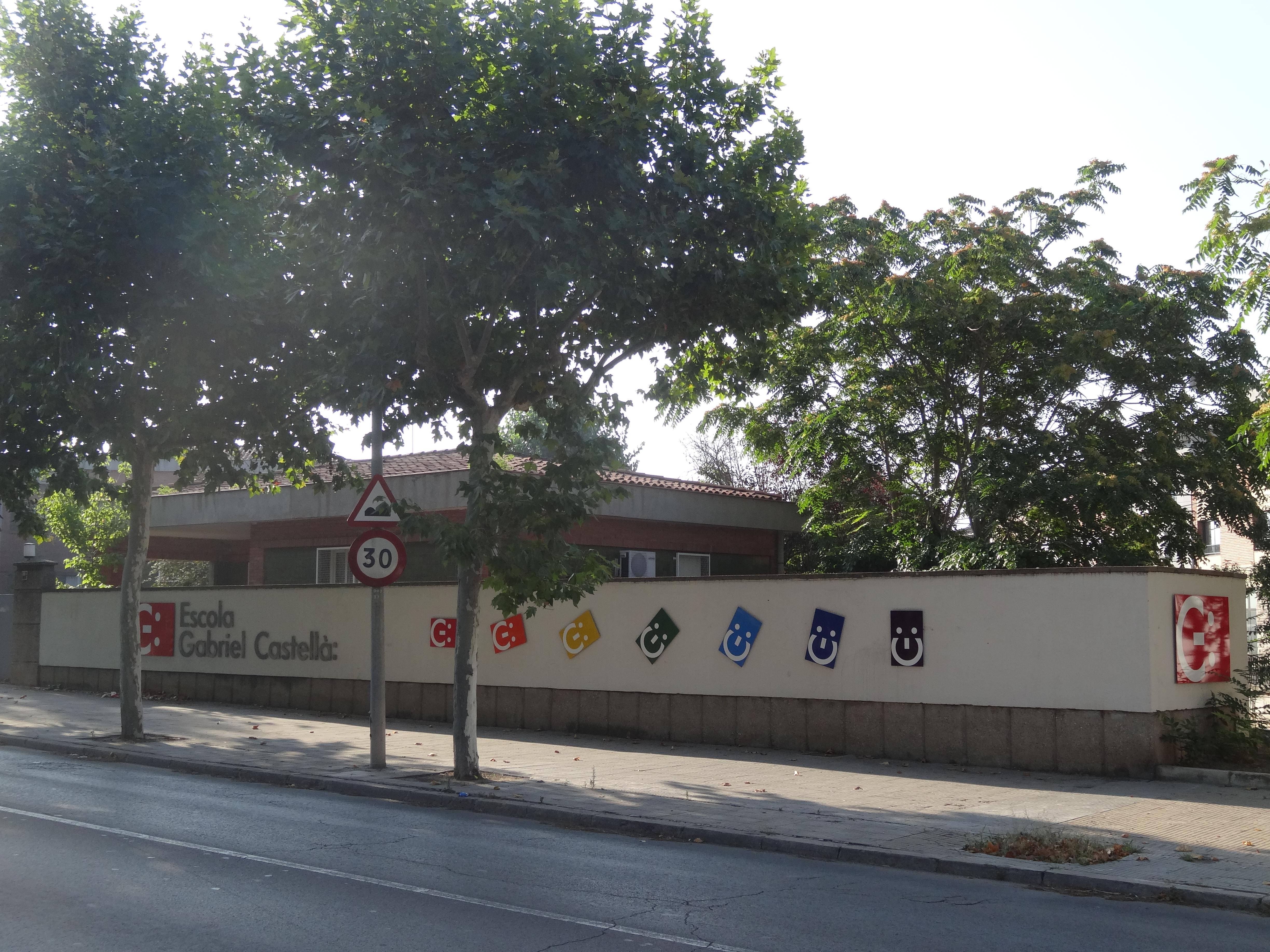
Escola Gabriel Castellà, a Igualada

A Igualada, una escola oberta l'any 1975 i un carrer porten el seu nom.

## Obra
- Efemèrides igualadines (1906)

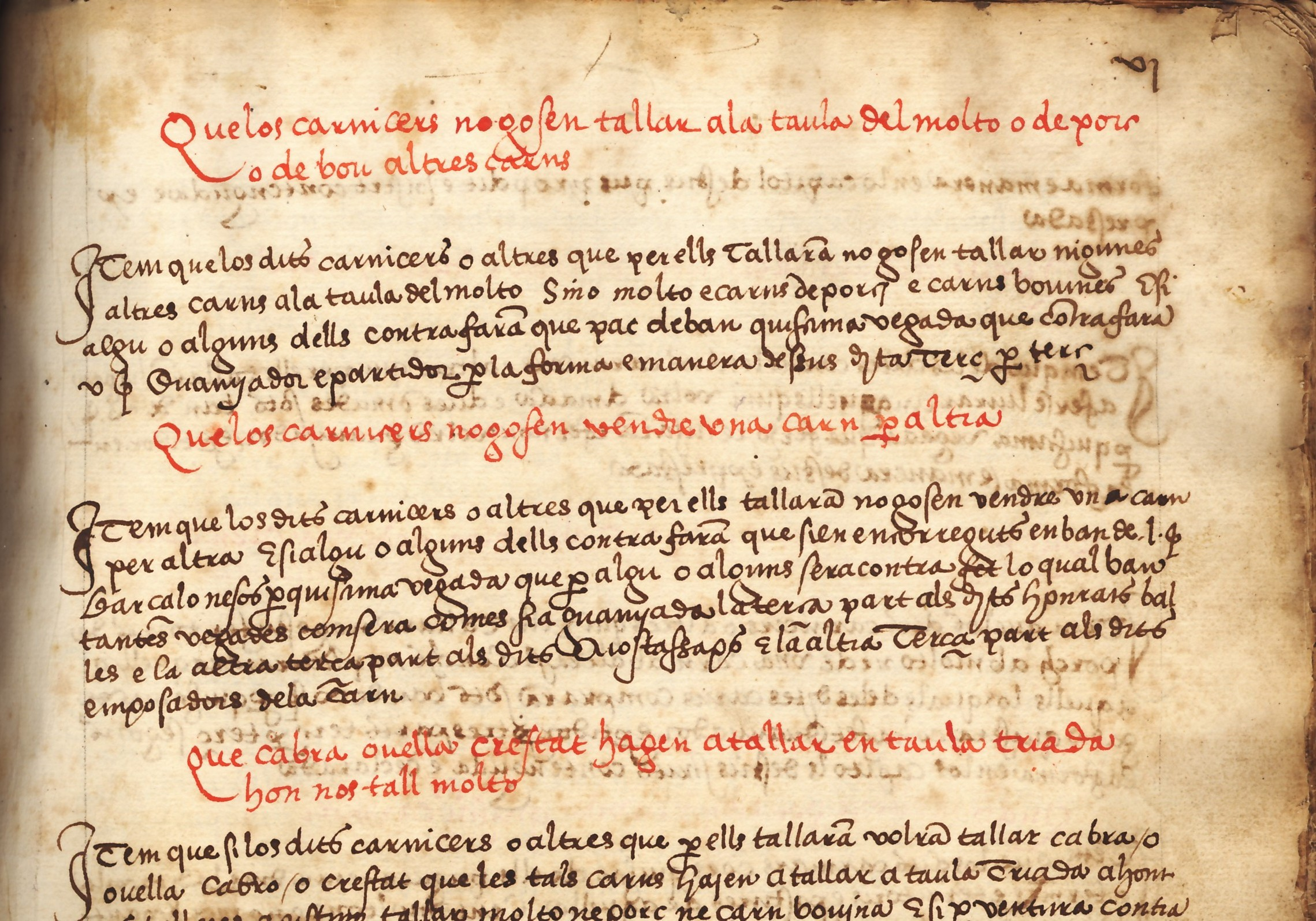
Ordinacions y Capítols del libre de la Mostaçapharia de la vila de Agualada

- Monografia històrica de Ntra. Sra. de Collbàs (1908)
- Estudi sobre la Patera d'Igualada (1909)
- Records de l'avi (1914)
- Igualada en 1908: notes i apuntacions (1915)
- Ressenya històrica de la venerable imatge del Sant Crist d'Igualada (1918)
- Recull de jocs d'infants (1918)
- El pleito d'unas banderas (1925)
- Biografía del Rvdo. Dr. Antonio Muntaner (1927)
- Història de l'església del Roser (1927)
- Aplec de Llegendes de la comarca igualadina (1928), premi Institució Patxot, coautor amb mossèn Amadeu Amenós i Roca
- Reseña histórica sobre la iglesia de San Bartolomé, de la ciudad de Igualada (1930)
- Reseña histórica sobre la capilla de Ntra. Sra. de Gràcia, de la ciudad de Igualada (1932)
- Sor Rita Mercader, religiosa de las Hijas de la Caridad y Superiora del Asilo de niños de las lavanderas de la corte (1932)
- Monografia histórica del gremio de «Paraires» de Igualada y sus relaciones con la casa Codina Molinou (1944)
- El Llibre de la Mostaçafaria d'Igualada (transcripció) (1954)
- L'Escola Pia d'Igualada. Assaig històric (anys 1732-2002). Obra basada en l'assaig "L'Escola Pia d'Igualada. Assaig històric (anys 1732-1932), de Gabriel Castellà.